# چراغ سبز

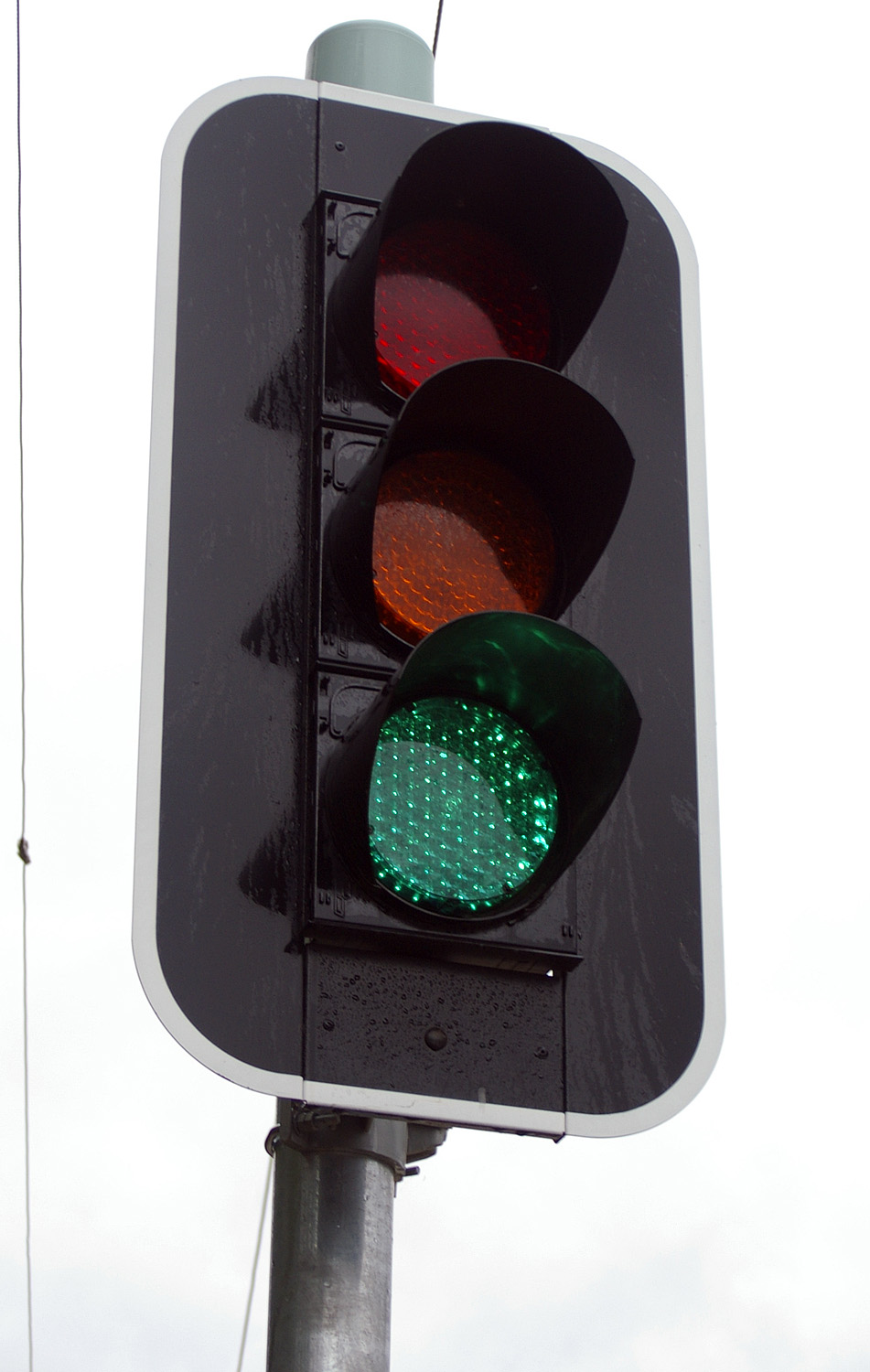
چراغ راهنمایی سبز به معنای «ادامه بده» است.

چراغ سبز دادن، به معنای اجازه دادن برای پیش بردن یک پروژه است. این اصطلاح اشاره‌ای به چراغ راهنمایی سبز است که مفهوم «ادامه بده» را می‌رساند.

## صنعت فیلم
در زمینه صنعت فیلم و صنعت نمایش تلویزیونی، چراغ سبز کردن یک چیز به معنای تایید کردن سرمایه‌گذاری ساخت یک فیلم است و اجازه پیش بردن آن به پیش‌تولید و تصویربرداری اصلی داده می‌شود.